# Achillea styriaca
Achillea styriaca là một loài thực vật có hoa trong họ Cúc. Loài này được Saukel & Danihelka mô tả khoa học đầu tiên.